# Michael Goulian

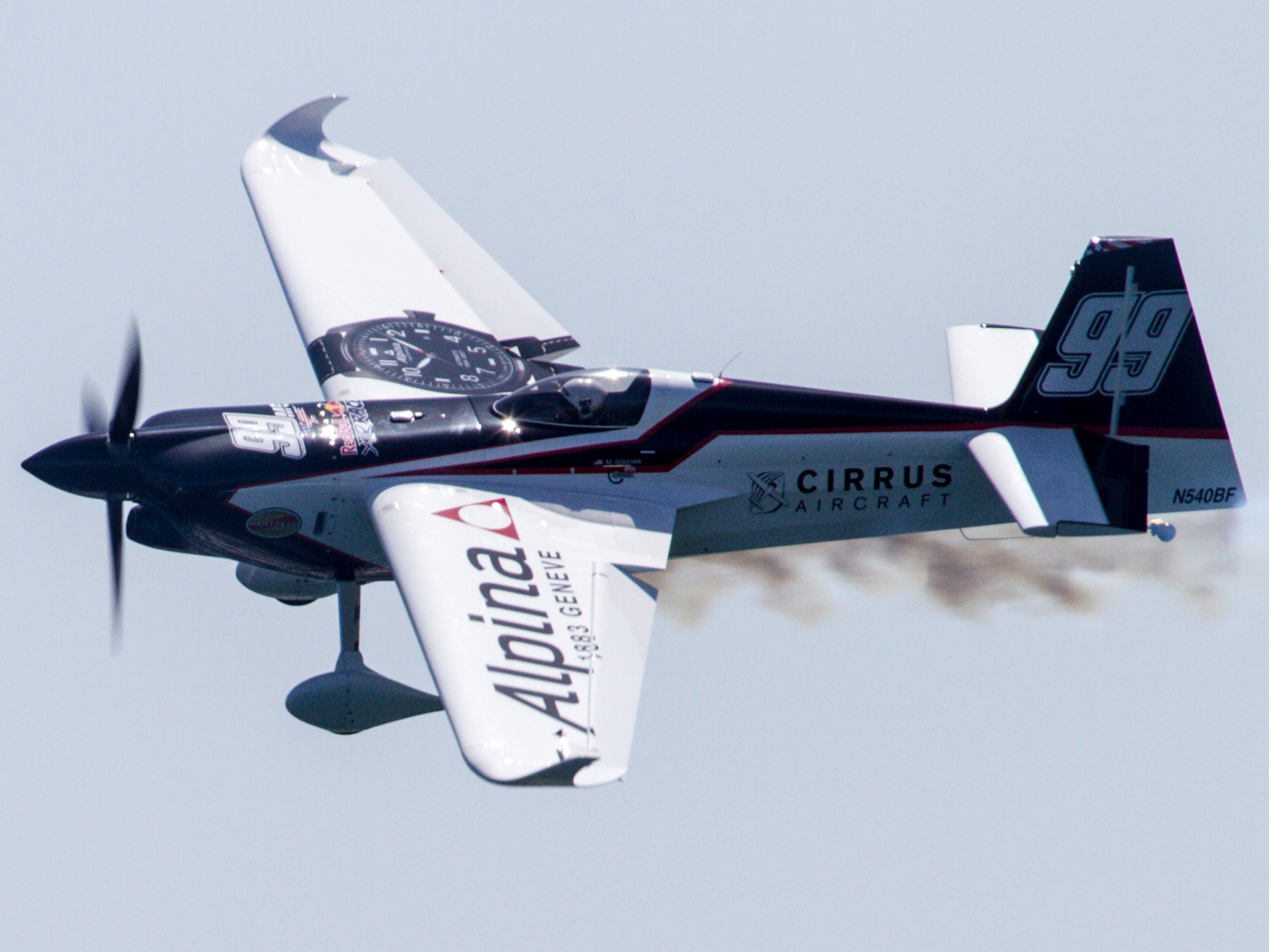
2017 Red Bull Air Race of Chiba - N540BF

Michael Goulian (ur. 4 września 1968 roku w Winthrop w Stanach Zjednoczonych) – amerykański pilot akrobata. Od 2004 roku startuje w zawodach Red Bull Air Race. Lata w zespole Dragon Racing. 

## Rezultaty

### 2004-2010
| Michael Goulian w Red Bull Air Race World Series | Michael Goulian w Red Bull Air Race World Series | Michael Goulian w Red Bull Air Race World Series | Michael Goulian w Red Bull Air Race World Series | Michael Goulian w Red Bull Air Race World Series | Michael Goulian w Red Bull Air Race World Series | Michael Goulian w Red Bull Air Race World Series | Michael Goulian w Red Bull Air Race World Series | Michael Goulian w Red Bull Air Race World Series | Michael Goulian w Red Bull Air Race World Series | Michael Goulian w Red Bull Air Race World Series | Michael Goulian w Red Bull Air Race World Series | Michael Goulian w Red Bull Air Race World Series | Michael Goulian w Red Bull Air Race World Series | Michael Goulian w Red Bull Air Race World Series | Michael Goulian w Red Bull Air Race World Series |
| Rok                                              | 1                                                | 2                                                | 3                                                | 4                                                | 5                                                | 6                                                | 7                                                | 8                                                | 9                                                | 10                                               | 11                                               | 12                                               | Punkty                                           | Wygrane                                          | Miejsce                                          |
| ------------------------------------------------ | ------------------------------------------------ | ------------------------------------------------ | ------------------------------------------------ | ------------------------------------------------ | ------------------------------------------------ | ------------------------------------------------ | ------------------------------------------------ | ------------------------------------------------ | ------------------------------------------------ | ------------------------------------------------ | ------------------------------------------------ | ------------------------------------------------ | ------------------------------------------------ | ------------------------------------------------ | ------------------------------------------------ |
| 2004                                             | DNP                                              | DNP                                              | 4                                                |                                                  |                                                  |                                                  |                                                  |                                                  |                                                  |                                                  |                                                  |                                                  | 3                                                | 0                                                | 6                                                |
| 2006                                             | 6                                                | 9                                                | 5                                                | CAN                                              | DNS                                              | 4                                                | 5                                                | 5                                                | 6                                                |                                                  |                                                  |                                                  | 11                                               | 0                                                | 5                                                |
| 2007                                             | 7                                                | DNS                                              | 11                                               | 7                                                | CAN                                              | 6                                                | DNS                                              | 9                                                | 9                                                | 9                                                | CAN                                              | 2                                                | 6                                                | 0                                                | 8                                                |
| 2008                                             | 11                                               | 5                                                | 8                                                | CAN                                              | 7                                                | 11                                               | 8                                                | 6                                                | CAN                                              | 10                                               |                                                  |                                                  | 16                                               | 0                                                | 8                                                |
| 2009                                             | 14                                               | 14                                               | 6                                                | 1                                                | 9                                                | 11                                               |                                                  |                                                  |                                                  |                                                  |                                                  |                                                  | 22                                               | 1                                                | 10                                               |
| 2010                                             | 4                                                | 11                                               | 8                                                | 6                                                | 7                                                | 13                                               | CAN                                              | CAN                                              |                                                  |                                                  |                                                  |                                                  | 24                                               | 0                                                | 9                                                |
| Serie, które nie odbyły się w latach 2011-2013   |                                                  |                                                  |                                                  |                                                  |                                                  |                                                  |                                                  |                                                  |                                                  |                                                  |                                                  |                                                  |                                                  |                                                  |                                                  |

### 2014-
| Rok  | 1   | 2  | 3  | 4  | 5  | 6  | 7  | 8   | Punkty | Wygrane | Miejsce |
| ---- | --- | -- | -- | -- | -- | -- | -- | --- | ------ | ------- | ------- |
| 2014 | DNS | 12 | 12 | 9  | 12 | 11 | 10 | 6   | 3      | 0       | 12      |
| 2015 | 12  | 6  | 4  | 11 | 9  | 7  | 9  | 6   | 13     | 0       | 10th    |
| 2016 | 5   | 10 | 13 | 10 | 4  | 6  | 10 | CAN | 19.75  | 0       | 10      |
| 2017 | 6   | 8  | 5  | 12 | 3  | 10 | 14 | 7   | 28     | 0       | 9       |
| 2018 | 1   | 3  | 2  | 4  | 2  | 12 | 1  | 8   | 73     | 2       | 3       |

Legenda
- CAN - zawody nie odbyły się
- DNS - nie stawił się
- DNP - nie wystąpił